# Blubaugh-Nunatak
Der Blubaugh-Nunatak ist ein antarktischer Nunatak im westantarktischen Marie-Byrd-Land, der in seiner Form einem Bergrücken gleicht. Er ragt südlich des Mündungsgebiets des Kansas-Gletschers in den Reedy-Gletscher auf. 
Kartografisch erfasst wurde das Gebiet durch Vermessungen des United States Geological Survey und mithilfe von Luftaufnahmen der United States Navy von 1960 bis 1964. Das Advisory Committee on Antarctic Names benannte den Nunatak 1967 nach Donald D. Blubaugh (* 1933), Baumechaniker auf der McMurdo-Station im Winter 1957.